# Keith Azopardi
Keith Azopardi (* 6. červen 1967 Gibraltar) je gibraltarský právník a politik, předseda Pokrokové demokratické strany (Progressive Democratic Party, PDP).
Narodil se v Gibraltaru, avšak je maltského původu. V roce 1990 získal oprávnění vykonávat advokátskou činnost. V letech 1996 až 2000 byl gibraltarským ministrem pro životní prostředí a zdraví za Gibraltarské sociální demokraty. Poté se stal zástupcem předsedy vlády a do roku 2003 i ministrem obchodu a průmyslu.
V roce 2003 odešel z politiky, ale v červnu 2006 založil Pokrokovou demokratickou stranu. Účastnil se taktéž jednání s britskou vládou o nové gibraltarské ústavě z téhož roku.
V říjnu 2009 vydal knihu Sovereignty and the Stateless Nation: Gibraltar in the Modern Legal Context, ve které projednával ústavní status Gibraltaru a navrhoval cesty k trvalé dohodě se Španělskem.